# Пичужиха
Пичужиха — деревня в составе Благовещенского сельсовета в Воскресенском районе Нижегородской области.

## География
Находится в правобережье Ветлуги на расстоянии примерно 8 километров по прямой на северо-запад от районного центра поселка  Воскресенское.

## История
Основана предположительно около 1637 года. Входила в Варнавинский уезд Костромской губернии. Деревня была известна своими кустарями- портными. В 1925 году было учтено 182 жителя. В советское время работал колхоз им.Ленина.

## Население
Постоянное население  составляло 49 человек (русские 98%) в 2002 году, 37 в 2010 .